# Cynthia letcheri
Cynthia letcheri är en fjärilsart som beskrevs av Grinnell 1918. Cynthia letcheri ingår i släktet Cynthia och familjen praktfjärilar. Inga underarter finns listade i Catalogue of Life.